# Iowa Wild
Die Iowa Wild sind ein US-amerikanisches Eishockeyfranchise aus Des Moines, Iowa. Es spielt seit der Saison 2013/14 in der American Hockey League und trägt seine Heimspiele in der Wells Fargo Arena (15.181 Plätze) aus.

## Geschichte
Am 18. April 2013 gaben die Minnesota Wild bekannt, dass Minnesota Sports & Entertainment keine Einigung mit den Inhabern des Toyota Centers – der Spielstätte der Houston Aeros – bezüglich einer weiteren Belegung erzielen konnte. Die Organisation beschloss darauf das Farmteam nach Des Moines, Iowa umzusiedeln, wo das Team fortan unter dem Namen Iowa Wild in der Wells Fargo Arena antreten wird.

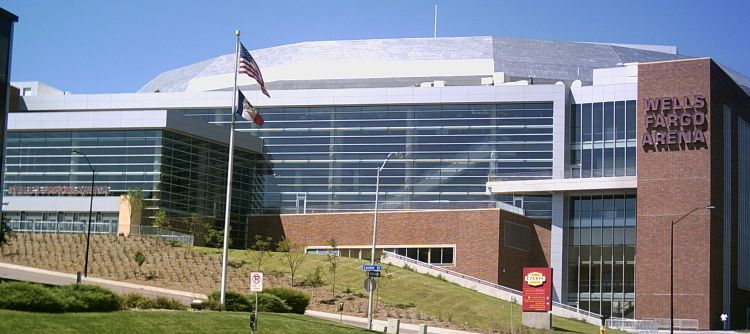
Die Wells Fargo Arena, Heimspielstätte der Wild

Die Wild sind die zweite Mannschaft aus Des Moines, die in der American Hockey League spielen. Zuvor waren zwischen 2005 und 2009 die Iowa Stars, die in ihrer letzten Saison unter dem Namen Iowa Chops aufliefen, in der hochklassigsten Minor League im Eishockey aktiv.
Das erste Pflichtspiel in ihrer noch kurzen Vereinsgeschichte bestritten die Wild bei einem 1:0-Heimerfolg vor 10.213 Zuschauern gegen die Oklahoma City Barons. Den einzigen Treffer erzielte Brett Bulmer.